# Ali Wong
Ali Wong, pseudonimo di Alexandra Wong (San Francisco, 19 aprile 1982), è una comica, attrice e scrittrice statunitense. È nota per i suoi speciali stand-up Netflix Baby Cobra e Hard Knock Wife, entrambi i quali hanno ricevuto il plauso della critica. È anche conosciuta per il suo ruolo da protagonista nel film Always Be My Maybe del 2019, che ha prodotto e scritto con il suo co-protagonista Randall Park.
Attualmente è membro principale del cast dello show televisivo della ABC American Housewife. In precedenza, è apparsa in Are You There, Chelsea?, Inside Amy Schumer e Black Box. Ha anche scritto per le prime tre stagioni della sitcom Fresh Off the Boat. Wong ha doppiato anche: Roberta "Bertie" Songthrush, un uccello canterino ansioso e aspirante panettiere, dell'acclamata serie animata Tuca & Bertie, la nuova studentessa "Ali" nella serie di successo Big Mouth e “Jentry Chau” nella serie animata Netflix  Jentry Chau contro il regno dei demoni. Nel 2024 vince il Premio Emmy, lo Screen Actors Guild Award, il Critics' Choice Award e il Golden Globe come migliore attrice in una miniserie o film televisivo per Lo scontro.

## Biografia
Wong è nata nel quartiere di Pacific Heights a San Francisco, in California, la più giovane di quattro figli. Suo padre, Adolphus Wong, era un anestesista cino-americano che ha lavorato per "Kaiser Permanente" per 30 anni. Sua madre, Tam "Tammy" Wong, emigrò negli Stati Uniti nel 1960 da Huế, nel Vietnam del Sud ed era un'assistente sociale.

### Percorso di studi
Nel 2000, Wong si è diplomata presso la San Francisco University High School, dove è stata studentessa presidente del corpo studentesco. Si iscrisse all'UCLA, dove si specializzò in Asian American Studies e scoprì il suo amore per le esibizioni come membro della LCC Theater Company dell'università, la più grande e antica compagnia teatrale asiatico-americana del paese. Ha trascorso un'estate lavorando presso "The Lair of the Golden Bear", un campo familiare estivo di ex studenti della UC Berkeley e, durante il suo ultimo anno, ha trascorso del tempo ad Hanoi, in Vietnam.
Si è laureata con lode con una laurea in studi americani asiatici nel 2005. Dopo il college, ha studiato in Vietnam come studiosa Fulbright.

### Primi incarichi
Wong, dopo essersi laureata al college a 23 anni, ha provato a cimentarsi nella stand-up comedy al "Brainwash Cafe". Presto si trasferì a New York City per dedicarsi alla commedia e iniziò ad esibirsi fino a nove volte a notte.
Nel 2011, Variety l'ha nominata una dei "10 Comics to Watch". Poco dopo, è apparsa in The Tonight Show, New York Stand-Up Show di John Oliver e Comedy Underground Show di Dave Attell. Inoltre, è stata scelta per il cast della serie comica della NBC Are You There, Chelsea? ed è apparsa anche in Chelsea Lately. Dopo di che, ha partecipato al programma Best Week Ever del canale VH1 e in Hey Girl di MTV nel 2013. Inoltre, ha recitato in Savages di Oliver Stone, al fianco di Benicio del Toro e Salma Hayek, e nel ruolo di Kate nel film Dealin' with Idiots.

### 2014-presente:Fresh off the Boate Netflix
Nel 2014, Wong ha interpretato la dottoressa Lina Lark nella serie drammatica medica della ABC Black Box, con Kelly Reilly e Vanessa Redgrave. Da allora, ha recitato in diversi episodi di Inside Amy Schumer.
Wong è una scrittrice del programma Fresh Off the Boat dal 2014. Randall Park, che è nel cast principale, aveva suggerito Wong per il ruolo di sceneggiatore.
Alla festa della mamma 2016, Netflix ha pubblicato uno speciale stand-up chiamato Baby Cobra; lo speciale è stato girato a settembre 2015, al Neptune Theatre di Seattle, quando Wong era incinta di sette mesi del suo primo figlio.
Nel settembre 2016, Wong è stata invitata a percorrere la passerella durante la settimana della moda di New York per l'etichetta di abbigliamento Opening Ceremony. Nell'ottobre 2016, Wong ha iniziato a recitare nel cast principale della sitcom della ABC American Housewife.
Il 13 maggio 2018, il secondo speciale di Netflix di Wong, Hard Knock Wife, è stato distribuito. È stato girato a fine settembre 2017 al Winter Garden Theatre di Toronto quando era incinta di 7 mesi del suo secondo figlio.
Wong ha recitato con Randall Park nel film Netflix del 2019 Always Be My Maybe, un film diretto da Nahnatchka Khan e scritto da Wong, Park e Michael Golamco. In seguito Wong ha doppiato il personaggio principale Bertie nello spettacolo animato di Netflix Tuca & Bertie.
Il 15 ottobre 2019, Wong ha debuttato con un libro intitolato Dear Girls: Intimate Tales, Untold Secrets and Advice for Living Your Best Life: lei stessa lo definisce una guida di vita per le sue due figlie da leggere quando saranno adulte.
Nel 2023 esce su Netflix la serie BEEF - Lo Scontro, di cui è co-protagonista insieme a Steven Yeun.

## Vita privata
Wong vive a Los Angeles con suo marito, Justin Hakuta, figlio dell'inventore e personaggio televisivo Ken Hakuta. Justin Hakuta è metà filippino e metà giapponese. Si sono incontrati ad un matrimonio di amici comuni nel 2010. Ha conseguito un MBA presso la Harvard Business School ed è stato vicepresidente di prodotto presso la startup sanitaria GoodRx. Si sono sposati nel 2014 e hanno avuto due figlie. Nell’aprile 2022 annunciano di aver divorziato.

## Filmografia

### Cinema
- Le belve (Savages), regia di Oliver Stone (2012)
- Dealin' with Idiots, regia di Jeff Garlin (2013)
- Angry Birds - Il film (The Angry Birds Movie), regia di Clay Kaytis (2016) – voce
- LEGO Ninjago - Il film (The Lego Ninjago Movie), regia di Charlie Bean (2017) – voce
- 2 gran figli di... (Father Figures), regia di Lawrence Sher (2017)
- Ralph spacca Internet (Ralph Breaks the Internet), regia di Phil Johnston e Rich Moore (2018) – voce
- Finché forse non vi separi (Always Be My Maybe), regia di Nahnatchka Khan (2019)
- Birds of Prey e la fantasmagorica rinascita di Harley Quinn (Birds of Prey), regia di Cathy Yan (2020)
- Onward - Oltre la magia (Onward), regia di Dan Scanlon (2020) – voce

### Televisione
- Breaking In (Breaking In) – serie TV, 3 episodi (2011)
- Are You There, Chelsea? – serie TV, 12 episodi (2012)
- Black Box – serie TV, 11 episodi (2014)
- Inside Amy Schumer – serie TV, 3 episodi (2014–2015)
- BoJack Horseman – serie animata, 1 episodio (2015) – voce
- Animals., serie animata, 1 episodio (2016) – voce
- American Housewife – serie TV, 96 episodi (2016-2021)
- Fresh Off the Boat – serie TV, 1 episodio (2017)
- OK K.O.! (OK K.O.! Let's Be Heroes) – serie animata, 1 episodio (2018) – voce
- Chiedi agli StoryBots (Ask the StoryBots) – serie animata, 1 episodio (2018)
- Tuca & Bertie – serie animata, 23 episodi (2019-2021) – voce
- Big Mouth – serie animata, 3 episodi (2019) – voce
- Love, Victor – serie TV, 2 episodi (2020)
- Beef - lo scontro  – serie TV, 10 episodi (2023)
- Jentry Chau contro il regno dei demoni - serie TV animata, 13 episodi (2024)

### Nel ruolo di se stessa
- Chelsea Lately – programma TV, 9 puntate (2012)
- Hey Girl – programma TV, 5 puntate (2013)
- Best Week Ever – programma TV, 16 puntate (2013)
- Ali Wong: Baby Cobra, regia di Jay Karas – speciale TV (2016)
- The Hero - Una vita da eroe (The Hero), regia da Brett Haley (2017)
- Bill Nye Saves The World – programma TV, 1 puntata (2017)
- Ugly Delicious – serie TV, 1 episodio (2018)
- Ali Wong: Hard Knock Wife, regia di Jay Karas – speciale TV (2018)

## Doppiatrici italiane
Nelle versioni in italiano dei suoi lavori, Ali Wong è stata doppiata da:
- Gea Riva in Beef - Lo scontro
- Sabrina Duranti in Birds of Prey e la fantasmagorica rinascita di Harley Quinn
- Laura Lenghi in Finché forse non vi separi

Come doppiatrice, è stata sostituita da:
- Laura Lenghi in LEGO Ninjago - Il film
- Elisa Carucci in Ralph spacca internet
- Micaela Incitti in Onward - Oltre la magia
- Gemma Donati in Big Mouth